# John Tavener
Para el compositor renacentista, véase John Taverner.
John Tavener (Londres, 28 de enero de 1944-Child Okeford, Dorset, 12 de noviembre de 2013) fue un compositor británico.

## Biografía
Tavener cursó estudios de música en la Highgate School y posteriormente en la Royal Academy of Music, donde tuvo como tutor a Lennox Berkeley entre otros. Fue conocido por primera vez en 1968 debido a la composición de su cantata dramática La ballena, basada en el Libro de Jonás del Antiguo Testamento. Esta obra fue estrenada en el concierto de debut de la London Sinfonietta y posteriormente grabada por la discográfica Apple Records.
En 1977, entró a formar parte de la Iglesia ortodoxa rusa, permaneciendo en ella durante dos décadas. A partir de dicho momento, la teología ortodoxa y su tradición litúrgica se convirtieron en la influencia más importante de su obra. Tavener se interesó particularmente por el misticismo, estudiando y musicando los escritos de Padres de la Iglesia como San Juan Crisóstomo.
Una de las obras más populares y programadas del repertorio de Tavener es su breve composición coral en cuatro partes sobre el poema El cordero de William Blake, escrito en 1985. Esta pieza, simple y homofónica, se interpreta habitualmente como villancico.
Otros trabajos importantes posteriores son: The Akathist of Thanksgiving (1987, escrito en conmemoración del milenario de la Iglesia Ortodoxa Rusa); El velo protector (interpretado por primera vez por el violonchelista Steven Isserlis y la Orquesta Sinfónica de Londres en los Proms de 1989); y Song for Athene (1993, de la que se recuerda su interpretación en el funeral de Diana de Gales en 1997). Posteriormente a la muerte de Diana, Tavener también compuso y dedicó a su memoria la pieza Amanecer de la Eternidad, basada en un poema de William Blake.
Aunque en la prensa británica se ha comentado que Tavener podría haber abandonado la Iglesia ortodoxa para explorar otras tradiciones religiosas, como el Hinduismo y el Islam, así como las enseñanzas del místico Frithjof Schuon, afirmó recientemente en un episodio del programa Sacred Music que sigue considerándose "esencialmente ortodoxo".
En 2003, compuso una obra excepcionalmente extensa, The Veil of the Temple, la cual se inspira en textos de diferentes religiones. Requiere para su interpretación el concurso de cuatro coros, varias orquestas y solistas y su duración alcanza las siete horas.
Mientras que las primeras composiciones de Tavener se encuentran influenciadas por la obra de Ígor Stravinski, su música más reciente es más escasa, utiliza un amplio registro musical y es habitualmente diatónicamente tonal. Algunos críticos han visto similitudes entre su obra y los trabajos de Arvo Pärt, desde su tradición religiosa común hasta detalles técnicos de la longitud de las frases, diatonismo y sus coloristas efectos de percusión. Olivier Messiaen ha sido citado también como una influencia importante en sus primeras obras.
En 2000 fue investido con el título de Sir por sus servicios a la música. En 2006 compuso una obra de quince minutos titulada "Fragmentos de una plegaria" para el film Hijos de los hombres del director mexicano Alfonso Cuarón.
Tavener sufrió del Síndrome de Marfan lo cual le generó problemas de salud durante su vida. Murió el 12 de noviembre de 2013 en su casa de Child Okeford, Dorset, a la edad de 69 años.

### Hitos importantes en su carrera
- 1968 - Estreno de The Whale por la London Sinfonietta.
- 1973 - Thérèse, la historia de Santa Teresa de Lisieux, comisionada por la Royal Opera de Londres.
- 1989 - Première de The Protecting Veil en los Proms de Londres.
- 2003 - Première de la vigilia nocturna The Veil of the Temple.
- 2005 - Première de Laila (Amu), la primera colaboración de Tavener con la danza.

## Obras fundamentales
- The Whale (1966; para solistas, narrador, coro SATB, coro infantil y orquesta).
- Celtic Requiem (1969; para soprano, coro de niños y orquesta).
- The Protecting Veil (1988; violonchelo, cuerdas).
- Ikon of the Nativity (1991; coro SATB, a cappella).
- Song for Athene (1993; coro SATB).
- Lamentations and Praises (2001; 12 voces masculinas, cuarteto de cuerda, flauta, trombón bajo, percusión) .
- The Veil of the Temple (2002; para soprano, coro SATB, coro infantil y conjunto).
- Schuon Lieder (2003; para soprano y conjunto).
- Laila (Amu) (2004; soprano, tenor, orquesta).
- Lament for Jerusalem (2006; soprano, contratenor, coro SATB y orquesta).

## Grabaciones selectas
- The Protecting Veil - Virgin 561849-2.
- Schuon Lieder - Black Box BBM1101.
- The Veil of the Temple - RCA 82876661542.